# USS Hawkbill (SS-366)
USS Hawkbill (SS-366) là một  tàu ngầm lớp Balao được Hải quân Hoa Kỳ chế tạo trong Chiến tranh Thế giới thứ hai. Nó là chiếc tàu chiến duy nhất của Hải quân Hoa Kỳ được đặt cái tên này, theo tên loài đồi mồi. Nó đã phục vụ trong suốt Thế Chiến II, thực hiện tổng cộng năm chuyến tuần tra, đánh chìm năm tàu Nhật Bản với tổng tải trọng 7.856 tấn. Được cho ngừng hoạt động sau khi xung đột chấm dứt vào năm 1946, nó được nâng cấp trong khuôn khổ Dự án GUPPY IB để được chuyển cho Hà Lan và tiếp tục phục vụ như là chiếc HNLMS Zeeleeuw (S803). Con tàu cuối cùng bị bán để tháo dỡ vào năm 1970. Hawkbill được tặng thưởng danh hiệu Đơn vị Tuyên dương Hải quân cùng sáu Ngôi sao Chiến trận do thành tích phục vụ trong Thế Chiến II.

## Thiết kế và chế tạo
Thiết kế của lớp Balao được cải tiến dựa trên  tàu ngầm lớp Gato dẫn trước, là một kiểu tàu ngầm hạm đội có tốc độ trên mặt nước cao, tầm hoạt động xa và vũ khí mạnh để tháp tùng hạm đội chiến trận. Khác biệt chính so với lớp Gato là ở cấu trúc lườn chịu áp lực bên trong dày hơn, và sử dụng thép có độ đàn hồi cao (HTS: High-Tensile Steel), cho phép lặn sâu hơn đến 400 ft (120 m). Con tàu dài 311 ft 9 in (95,02 m) và có trọng lượng choán nước 1.526 tấn Anh (1.550 t) khi nổi và 2.424 tấn Anh (2.463 t) khi lặn. Chúng trang bị động cơ diesel dẫn động máy phát điện để cung cấp điện năng cho bốn động cơ điện, đạt được công suất 5.400 shp (4.000 kW) khi nổi và 2.740 shp (2.040 kW) khi lặn, cho phép đạt tốc độ tối đa 20,25 hải lý trên giờ (37,50 km/h) và 8,75 hải lý trên giờ (16,21 km/h) tương ứng. Tầm xa hoạt động là 11.000 hải lý (20.000 km) khi đi trên mặt nước ở tốc độ 10 hải lý trên giờ (19 km/h) và có thể hoạt động kéo dài đến 75 ngày.
Tương tự như lớp Gato dẫn trước, lớp Balao được trang bị mười ống phóng ngư lôi 21 in (530 mm), gồm sáu ống trước mũi và bốn ống phía phía đuôi tàu, chúng mang theo tối đa 24 quả ngư lôi. Vũ khí trên boong tàu gồm một hải pháo 4 inch/50 caliber, một khẩu pháo phòng không Bofors 40 mm nòng đơn và một khẩu đội Oerlikon 20 mm nòng đôi, kèm theo hai súng máy .50 caliber. Trên tháp chỉ huy, ngoài hai kính tiềm vọng, nó còn trang bị ăn-ten radar SD phòng không và SJ dò tìm mặt biển. Tiện nghi cho thủy thủ đoàn bao gồm điều hòa không khí, thực phẩm trữ lạnh, máy lọc nước, máy giặt và giường ngủ cho hầu hết mọi người, giúp họ chịu đựng cái nóng nhiệt đới tại Thái Bình Dương cùng những chuyến tuần tra kéo dài đến hai tháng rưỡi.
Hawkbill được đặt lườn tại xưởng tàu của hãng Manitowoc Shipbuilding Company ở Manitowoc, Wisconsin vào ngày 7 tháng 8, 1943. Nó được hạ thủy vào ngày 9 tháng 1, 1944, được đỡ đầu bởi bà Francis W. Scanland, Jr., và được cho nhập biên chế cùng Hải quân Hoa Kỳ vào ngày 17 tháng 5, 1944 dưới quyền chỉ huy của Hạm trưởng, Trung tá Hải quân Francis Worth Scanland, Jr.

## Lịch sử hoạt động

### 1944
Sau một giai đoạn chạy thử máy và huấn luyện tại vùng Ngũ Đại Hồ, Hawkbill khởi hành từ Manitowoc vào ngày 1 tháng 6, 1944 cho hành trình dài dọc sông Illinois, sau đó bằng sà lan dọc sông Mississippi để đi đến New Orleans, Louisiana vào ngày 10 tháng 6. Sau khi được trang bị, nó lên đường vào ngày 16 tháng 6, tiếp tục huấn luyện ngoài khơi Balboa, Panama, rồi tiếp tục hành trình đi sang khu vực Thái Bình Dương, đi đến Trân Châu Cảng vào ngày 28 tháng 7, nơi chiếc tàu ngầm có những chuẩn bị sau cùng.

#### Chuyến tuần tra thứ nhất
Lên đường vào ngày 23 tháng 8 cho chuyến tuần tra đầu tiên, Hawkbill đi ngang qua để hướng sang quần đảo Philippine, nơi nó hoạt động phối hợp cùng các tàu ngầm Baya (SS-318) và Becuna (SS-319) trong thành phần một đội tấn công phối hợp "Bầy sói". Trong tháng 10, nó chuyển sang tuần tra tại biển Đông, và đang khi tiếp cận hai tàu sân bay đối phương vào ngày 7 tháng 10, nó phải lặn xuống né tránh khi bị các tàu khu trục Nhật Bản tấn công bằng mìn sâu. Hai ngày sau đó nó phối hợp cùng Becuna tấn công một đoàn tàu vận tải 12 chiếc, gây hư hại cho nhiều tàu trong số đó. Nó băng qua eo biển Lombok được canh phòng cẩn mật vào ngày 14 tháng 10, và kết thúc chuyến tuần tra khi về đến căn cứ Fremantle, Australia vào ngày 17 tháng 10.

#### Chuyến tuần tra thứ hai
Cùng với các tàu ngầm Becuna và Flasher (SS-249), Hawkbill khởi hành cho chuyến tuần tra thứ hai vào ngày 15 tháng 11, xâm nhập lên phía Bắc "Hàng rào Malay". Nó bắt gặp một đoàn tàu vận tải vào ngày 15 tháng 12, và trong một đợt tấn công ban đêm đã đánh trúng tàu khu trục Momo bằng một loạt sáu quả ngư lôi ngắm chính xác. Momo đắm tại vị trí cách 140 nmi (260 km) về phía Tây Tây Nam Bolinao, Luzon, tại tọa độ 16°41′B 117°42′Đ / 16,683°B 117,7°Đ, 92 thành viên thủy thủ đoàn bao gồm hạm trưởng đã tử trận cùng con tàu. Không tìm thấy mục tiêu có giá trị, chiếc tàu ngầm một lần nữa hướng đến eo biển Lombok, nhưng lần này bị một tàu tuần tra phát hiện. Hawkbill lẫn khuất trong một cơn mưa giông và chạy thoát, rồi lại bị các khẩu đội bờ biển ngắm bắn; nó tiếp tục di chuyển ra khỏi tầm bắn của đối phương. Nó kết thúc chuyến tuần tra khi quay trở về Fremantle vào ngày 5 tháng 1, 1945.

### 1945

#### Chuyến tuần tra thứ ba
Trong chuyến tuần tra thứ ba bắt đầu từ ngày 5 tháng 2, Hawkbill quay trở lại khu vực eo biển Lombok, nơi nó dùng ngư lôi đánh chìm hai tàu săn ngầm, cũng như đánh chìm một số tàu nhỏ vào ngày 14 tháng 2 trước khi chuyển sang biển Đông. Khi phát hiện một đoàn tàu vận tải vào ngày 20 tháng 2, nó đối đầu bằng hải pháo với một tàu hộ tống, rồi với một loạt ngư lôi đã đánh chìm tàu chở hàng Daizen Maru (5.400 tấn) trên tuyến đường biển giữa Borneo và Singapore, tại tọa độ 00°42′B 106°18′Đ / 0,7°B 106,3°Đ, 48 hành khách và 31 thành viên thủy thủ đoàn đã tử trận cùng con tàu. Chiếc tàu ngầm không bắt gặp mục tiêu nào khác trong phần còn lại của chuyến tuần tra, và quay trở về Fremantle  vào ngày 6 tháng 4.

#### Chuyến tuần tra thứ tư

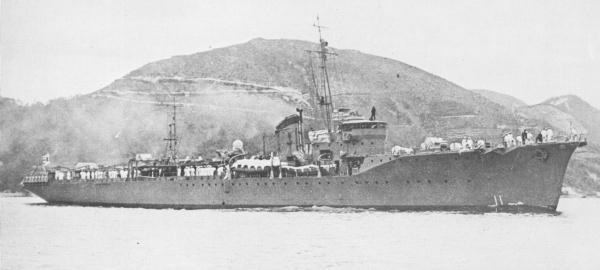
Tàu rải mìn Hatsutaka vào năm 1939

Lên đường cho chuyến tuần tra thứ tư vào ngày 5 tháng 5, Hawkbill thoạt tiên phục vụ tìm kiếm và giải cứu hỗ trợ cho hoạt động không kích của máy bay ném bom B-24 Liberator xuống quần đảo Kangean về phía Bắc Bali. Sau đó nó đi đến khu vực tuần tra được chỉ định vào ngày 16 tháng 5 ngoài khơi bờ biển Malaya, và không lâu sau đó đã bắt gặp chiếc tàu rải mìn Hatsutaka đang di chuyển dọc bờ biển hướng xuống phía Nam. Chiếc tàu ngầm tấn công lúc 05 giờ 25 phút, ghi được hai quả ngư lôi trúng đích, trong đó một quả trúng phòng động cơ gây ra hư hại nghiêm trọng cho đối phương. Sang hôm sau, phát hiện chiếc tàu rải mìn bị hư hại được kéo vào gần bờ, Hawkbill lại tấn công từ khoảng cách dưới 5.000 yd (4.600 m), phóng ba quả ngư lôi vào vùng biển nông, khiến Hatsutaka bị vỡ làm đôi và đắm tại tọa độ 04°49′B 103°31′Đ / 4,817°B 103,517°Đ. Sau khi tiếp tục tuần tra ngoài khơi Malaya và trong vịnh Thái Lan, chiếc tàu ngầm quay trở về căn cứ vịnh Subic vào ngày 18 tháng 6.

#### Chuyến tuần tra thứ năm
Lên đường vào ngày 12 tháng 7 cho chuyến tuần tra cuối cùng trong chiến tranh, Hawkbill quay trở lại khu vực bờ biển Malaya. Nó tấn công một đoàn tàu vận tải vào ngày 18 tháng 7, nhưng loạt ngư lôi trượt khỏi mục tiêu, và một giờ sau đó phải chịu đựng đợt phản công bằng mìn sâu từ tàu khu trục Kamikaze. Sau một lượt mìn sâu thả chính xác, Hawkbill hầu như bị bật lên khỏi mặt nước và bị hư hại nghiêm trọng. Tuy nhiên nhờ ẩn náu sát đáy biển trong chế độ hoạt động im lặng, nó thoát khỏi sự truy lùng của tàu khu trục đối phương. Sau khi được sửa chữa tại căn cứ vịnh Subic, nó đi đến Borneo để phối hợp hoạt động cùng một đội biệt kích commando của quân đội Australia; nó cho đổ bộ đội biệt kích lên bờ đồng thời dùng hải phá hủy hai trạm vô tuyến đối phương cùng các cơ sở khác. Sau một hoạt động trinh sát quần đảo Anambas trong biển Đông, nó quay trở lại Borneo vào ngày 13 tháng 8.
Sau khi Nhật Bản chấp nhận đầu hàng vào ngày 15 tháng 8, giúp chấm dứt vĩnh viễn cuộc xung đột, Hawkbill quay trở về Trân Châu Cảng, rồi khởi hành từ đây vào ngày 22 tháng 9 để đi San Francisco. Nó được cho xuất biên chế tại Xưởng hải quân Mare Island vào ngày 30 tháng 9, 1946 và đưa về Hạm đội Dự bị Thái Bình Dương.
Được đưa ra khỏi thành phần dự bị vào năm 1952, Hawkbill được hiện đại hóa trong khuôn khổ Chương trình Công suất đẩy dưới nước lớn hơn (GUPPY IB), giúp cải thiện đáng kể tốc độ lặn dưới nước và tầm xa hoạt động. Con tàu được chuyển cho Hà Lan vào ngày 21 tháng 4, 1953 trong khuôn khổ Chương trình viện trợ quân sự.

### HNLMSZeeleeuw(S803)

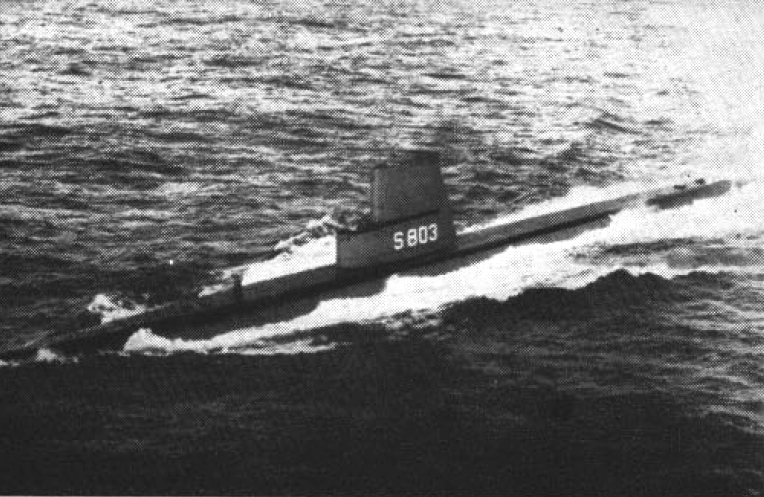
Tàu ngầm HNLMS Zeeleeuw (S803) trên đường đi vào cuối thập niên 1950.

Chiếc tàu ngầm nhập biên chế cùng Hải quân Hoàng Gia Hà Lan HNLMS Zeeleeuw (S803), trở thành chiếc tàu chiến Hà Lan đầu tiên được đặt cái tên này, theo tên loài sư tử biển. Con tàu về đến cảng Rotterdam vào ngày 11 tháng 6, kịp lúc để tham gia đợt tập trận mùa Hè của Khối NATO. Nó ngừng hoạt động và bị tháo dỡ vào ngày 24 tháng 11, 1970.

## Phần thưởng
Hawkbill được tặng thưởng danh hiệu Đơn vị Tuyên dương Hải quân cùng sáu Ngôi sao Chiến trận do thành tích phục vụ trong Thế Chiến II. Nó được ghi công đã đánh chìm năm tàu Nhật Bản với tổng tải trọng 7.856 tấn.
|  |                           |  |
|  | Silver star · Bronze star |  |

| Dãi băng Hoạt động Tác chiến  | Dãi băng Hoạt động Tác chiến                                            | Đơn vị Tuyên dương Hải quân                                             | Đơn vị Tuyên dương Hải quân          |
| Huân chương Chiến dịch Hoa Kỳ | Huân chương Chiến dịch Châu Á-Thái Bình Dương với 6 Ngôi sao Chiến trận | Huân chương Chiến dịch Châu Á-Thái Bình Dương với 6 Ngôi sao Chiến trận | Huân chương Chiến thắng Thế Chiến II |